# Expédition de Ghalib ibn Abdullah al-Laithi (Al-Kadid)
Pour les articles homonymes, voir Expédition de Ghalib ibn Abdullah al-Laithi.
Expédition de Ghalib ibn Abdullah al-Laithi à Al-Kadid se déroula en mai 629 AD, 8AH, 1er mois, du Calendrier Islamique, Ou selon d’autres sources mai 628 AD, 7AH, 3e Mois.